# Deutscher Poker Sportbund
Der Deutsche Poker Sportbund e.V., kurz DPSB, ist die Dachorganisation der Pokervereine und Pokerspieler in Deutschland. Der DPSB hat derzeit (Oktober 2013) etwa 60 Mitgliedsvereine, denen zusammen etwa 2000 Einzelspieler angehören. Der DPSB wurde am 1. August 2009 in Regensburg (noch unter dem Namen German Federation of Poker) gegründet. Am 13. November 2011 benannte sich der Verband in Deutscher Poker Sportbund um. Er ist Mitglied in der International Federation of Poker.

## Gründung und Aufbau
Anlass zur Gründung des DPSB war der Wunsch, einen zentralen deutschen Vertreter für die bundesweit etwa 2 Millionen Pokerspieler zu schaffen. Durch den Anschluss des DPSB an die International Federation of Poker am 13. Oktober 2009 konnte sehr schnell ein erster wichtiger Schritt in Sachen politischer Anerkennung erzielt werden. Der Präsident und erste Vorstand des DPSB ist der Diplom-Mathematiker Stephan Kalhamer. Den weiteren Vorstand bilden Juergen Bachmann, Mike König, Jan Heitmann und Paul Kalisch.

## Mitglieder
Der Deutsche Poker Sportbund vertritt sowohl Einzelspieler als auch Vereine. Das Hauptaugenmerk liegt dabei nicht auf professionellen Pokerspielern, sondern auf Poker als Breitensport. Alle Mitgliedsvereine im DPSB sind reine non-profit Vereine.

## Ziele
Der DPSB hat sich laut Satzung der Förderung des Pokersports in Deutschland sowie der Anerkennung
als Denksportart (Mind Sport) verschrieben. Er hält bundesweite Poker‐Meisterschaften auf reiner Wettkampfbasis ab. Zudem sollen die Interessen von Pokerspielern in ganz Deutschland nach außen hin vertreten werden. Der Verband leistet Hilfestellung bei der Gründung dem Aufbau von Poker‐Vereinen, die den Sport als intellektuelles Kräftemessen fördern wollen.

## Aktivitäten
Seit 2010 ist der DPSB jährlich einmal auf der weltgrößten Jugendmesse YOU vertreten und präsentiert dort Poker als Denksport für alle Altersschichten. Es wird Anschauungsunterricht geboten, Aufklärungsarbeit geleistet und parallel wird jährlich bei den YOU Poker Open ein Champion gekürt.

## Meisterschaften
Der DPSB hat bundesweit eine Teamliga für Pokervereine etabliert. Dort kämpfen Vierer-Teams nach einem speziell vorgegebenen Modus jeweils in Heads‐Up‐Duellen gegeneinander. Diese Teamliga ist zu 100 % sportlich motiviert und verzichtet auf jegliche Einsätze oder Startgelder. Nach einer Vorsaison spielen die qualifizierten Vereine einmal jährlich bei den Playoffs den Titel des Deutschen Meisters aus.

### Deutsche Meister Teams seit 2009
| Five Diamonds Pokerclub Berlin           | Saison 2009/2010 |
| Poker Piranhas Hamburg e.V.              | Saison 2010/2011 |
| 1. PSC Riverkings Hof e.V.               | Saison 2011/2012 |
| 1. Pokerverein Königsbrunn               | Saison 2012/2013 |
| All In Poker Hannover                    | Saison 2013/2014 |
| SV 1910 Arminia Hannover e.V.            | Saison 2015      |
| 89suited Poker München                   | Saison 2016      |
| Poker Piranhas Bulldozers tus Berne e.V. | Saison 2017      |
| Poker Piranhas Bulldozers tus Berne e.V. | Saison 2018      |
| Poker Piranhas Bulldozers tus Berne e.V. | Saison 2019      |

Im März 2020 beginnt die zehnte Saison der Teamliga, die Endrunde dazu wird im Februar 2023 ausgetragen. Auf Grund von Corona erst fast 3 Jahre nach Start der Saison.
Daneben organisiert der DPSB seit 2013 auch die einzig sportlich organisierte Deutsche Einzelmeisterschaft für Pokerspieler. Dort treten Mitglieder des Verbands in einem Turnier gegeneinander an und ermitteln den Titelträger. Thomas Nowak von High Five Holdem Poker Düsseldorf ist der amtierende Deutsche Meister.

### Deutsche Einzelmeister seit 2013
| Johannes Schubert | Pokerclub „All In“ Winsen Luhe         | Saison 2012/2013 |
| Björn Brandes     | Pokerclub Rethen                       | Saison 2013/2014 |
| Frank Brillowski  | High Five Holdem Poker Düsseldorf e.V. | Saison 2015      |
| Roman Häusler     | Berlin Unicorns e.V.                   | Saison 2016/17   |
| Thomas Nowak      | High Five Holdem Poker Düsseldorf e.V. | Saison 2017      |

## Nationale Auswahl

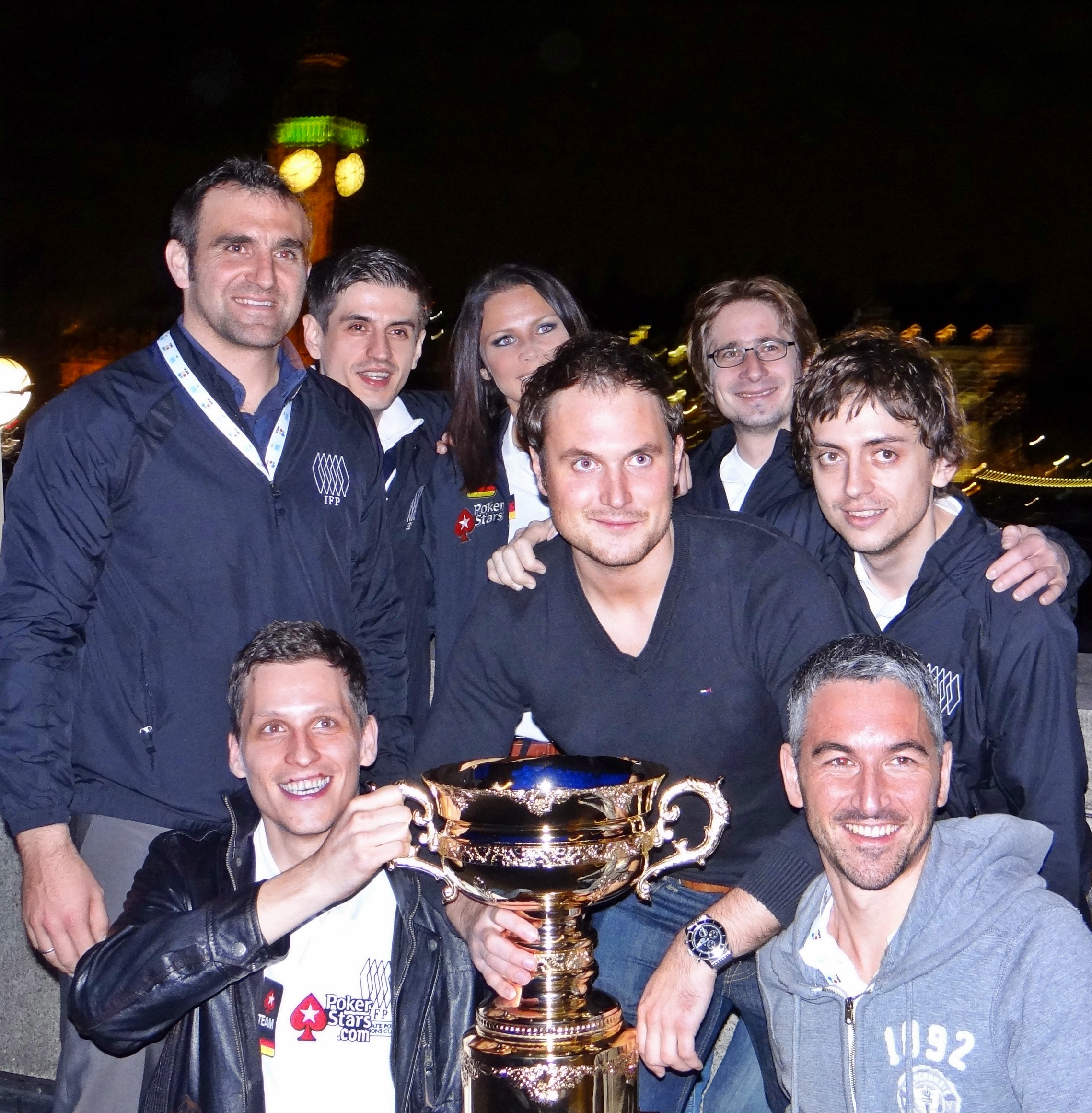
Das deutsche Team beim IFP Nations Cup (2011)

Im November 2011 trat ein von Präsident Stephan Kalhamer zusammengestelltes und betreutes Team bestehend aus Sandra Naujoks, Sebastian Ruthenberg, Tobias Reinkemeier, Moritz Kranich, Konstantin Bücherl, Hans Martin Vogl und Tim Reese beim IFP Nations Cup in London für Deutschland an. In der Variante „Match Poker“ spielten zwölf Teams über zwei Tage um den ersten sportlich anerkannten Weltmeister-Titel im Poker. Das deutsche Team konnte sich durchsetzen und die Weltmeisterschaft gewinnen.